# Склепінчасте підняття
Склепінчасте підняття (рос. сводовое поднятие, англ. upwarpung, upwarp, swell, welt; нім. Aufwölbung f) – аркоподібний вигин гірських порід з кривизною великого радіуса. Охоплює велику ділянку земної кори. В структурі С.п., як правило, велику роль відіграють розломи, які розбивають його на систему блоків. Іноді С.п. ускладнюється рифтами. С.п. можуть групуватися в області, напр., Алтай-Саянська область та пояси, напр., гірський пояс Півд. Сибіру.